# Kush (marihuana)

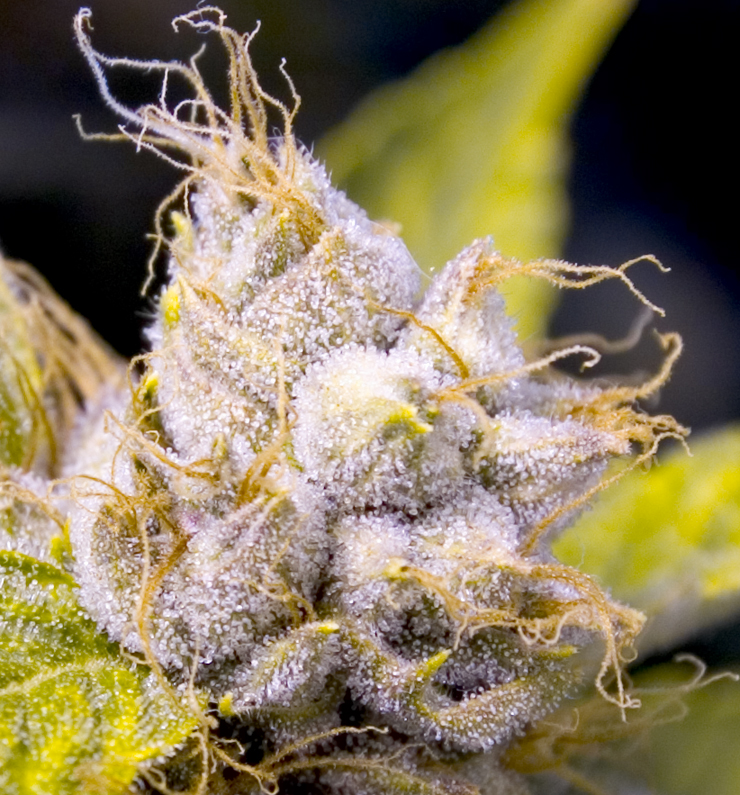
Bloeiende OG Kushplant

Kush is een cannabissoort van de indicavariant. Er zijn vele vormen zoals Bubba Kush en OG kush. Kush-cannabis stamt af van planten uit Afghanistan, Iran, Pakistan en het noorden van India. De naam verwijst naar het gebergte Hindoekoesj.
Kush is een van de cannabissoorten die door de Britse firma GW Pharmaceuticals legaal geteeld wordt voor een proef met medicinale cannabis.
De naam van de cannabissoort is overgenomen voor een sinds ca. 2016 op de markt gebrachte synthetische drug in West-Afrika. In Sierra Leone werd in 2024 de noodtoestand uitgeroepen omdat de met giftige chemicaliën en menselijke botten vermengde drug een ravage onder vooral jonge mannen aanricht.